# Wielant Machleidt
Wielant Machleidt (geb. 2. August 1942 in Kiel) ist ein deutscher Psychiater und Psychoanalytiker. Von 1994 bis 2007 war er Inhaber des Lehrstuhls für Sozialpsychiatrie an der Medizinischen Hochschule Hannover und Direktor der Abteilung für Sozialpsychiatrie und Psychotherapie. Schwerpunkte seiner Forschungen sind die Transkulturelle Psychiatrie und Migrationsforschung.

## Leben
Nach dem Medizinstudium absolvierte Wielant Machleidt die Facharztausbildung zum Psychiater, die Weiterbildung zum Psychotherapeuten und Psychoanalytiker. 1975 schloss er seine Promotion an der Freien Universität Berlin ab. 1982 habilitierte er an der Medizinischen Hochschule Hannover. Es folgte die Berufung zum C2-Professor an der dortigen Abteilung Sozialpsychiatrie. 1988 wurde er auf eine Professur an der Universität zu Köln berufen und war stellvertretender ärztlicher Direktor der Psychiatrischen Klinik der Universität Köln.
1994 wurde er Nachfolger von Erich Wulff an der Medizinischen Hochschule Hannover und bekleidete dort bis 2007 den Lehrstuhl für Sozialpsychiatrie und leitete als ärztlicher Direktor die Abteilung für Sozialpsychiatrie und Psychotherapie. Schwerpunkt seiner Forschungen und Veröffentlichungen ist die Interkulturelle Psychiatrie und Psychotherapie und die Erforschung der Erfahrungen von Migration und Flucht aus psychoanalytischer Perspektive.
Er war von 1994 bis 2010 Leiter des Referats für Transkulturelle Psychiatrie und Migration der Deutsche Gesellschaft für Psychiatrie und Psychotherapie, Psychosomatik und Nervenheilkunde (DGPPN) und ist Ehrenvorsitzender des Ethnomedizinischen Zentrums Hannover (EMZ).

## Werk
Seine Forschungen zur Transkulturellen Psychiatrie betonen die Notwendigkeit einer kultursensible Psychotherapie, die kulturellen Unterschiede berücksichtigt und psychoanalytisch reflektiert. Er geht davon aus, dass Fremdheitserfahrung eine anthropologische Konstante und ein ubiquitäres menschliches Phänomen sind. Er vergleicht den Prozess der Migration und Integration mit den Entwicklungsaufgaben der Pubertät und den früheren Individuationsphasen, wie sie von Margaret Mahler beschrieben wurden und spricht im Kontext realer Migrationserfahrungen von einer Kulturellen Adoleszenz, die es als neuen Entwicklungsaufgabe zu bewältigen gälte. Die Pole von Identität und Zugehörigkeit müssten in ein neues Gleichgewicht kommen. Individuell spiele es dabei eine wichtige Rolle, wie die früheren Phasen bewältigt werden konnten. Die Notwendigkeit, diese Aufgabe erneut bewerkstelligen zu müssen, kann nach seiner Ansicht daher auch eine Chance für den Einzelnen sein. Dabei wird zugleich berücksichtigt, dass Traumatisierungen im Falle von Flucht oder Vertreibung die psychischen Verarbeitungsmöglichkeiten erschweren. Daneben belegt er mit seinen Überlegungen und Erfahrungen als Psychiater die Notwendigkeit psychotherapeutischer Hilfe für Menschen mit Migrations- und Fluchterfahrungen. Für die Psychotherapeuten fordert er dabei eine Auseinandersetzung mit den eigenen Fremdheitserfahrungen und deren Verarbeitung, damit die in solchen Therapien entstehenden Gegenübertragungen angemessen einbezogen werden können und nicht zum Hemmnis des therapeutischen Prozesses werden.

## Auszeichnungen
- 2010 Bundesverdienstkreuz
- 2017 Ehrenplakette der Landesärztekammer Niedersachsen

## Veröffentlichungen (Auswahl)
- Tagesrhythmik und periodische Komponenten der Zeitstruktur des Alpha-[Bandes] und Theta-Bandes im Ruhe-EEG. Dissertation Berlin, Freie Universität Berlin 1975.
- Emotionelles Erleben im Elektroencephalogramm, ein Beitrag zur biologischen und sozialen Fundierung psychodynamischer Abläufe. Habilitationsschrift Medizinische Hochschule Hannover 1982
- mit Leopold Gutjahr und Andreas Mügge: Grundgefühle: Phänomenologie – Psychodynamik – EEG-Spektralanalytik. Springer Verlag: Berlin, Heidelberg 1989
- mit Klaus Hoffmann (Hrsg.): Psychiatrie im Kulturvergleich: Beiträge des Symposiums 1994 des Referats transkulturelle Psychiatrie der DGPPN in Zentrum für Psychiatrie Reichenau. VWB-Verlag ISBN 978-3861351313
- et al. (Hrsg.) Transkulturelle Begutachtung: Qualitätssicherung sozialgerichtlicher und sozialmedizinischer Begutachtung für Arbeitsmigranten in Deutschland. VWB-Verlag ISBN 978-3-8613-5130-6
- et al. (Hrsg.) Schizophrenie – eine affektive Erkrankung?: Grundlagen, Phänomenologie, Psychodynamik und Therapie. Schattauer Verlag 1999. ISBN 978-3-7945-1994-1
- Vater und Tochter: Gefühlslandschaften einer Beziehung. Deutscher Studienverlag; 4. Auflage 1994 ISBN 3-892-71319-7
- Migration, Kultur und psychische Gesundheit: Dem Fremden begegnen. (Lindauer Beiträge zur Psychotherapie und Psychosomatik. Kohlhammer Verlag, Stuttgart 2013 ISBN 978-3-1702-2184-0)
- Alt werden in der Fremde. In: Psychotherapie im Alter 2015, 12(3), S. 309–323